# Velkolepé století
Velkolepé století (v tureckém originále Muhteşem Yüzyıl) je turecký historický dramatický seriál. První dvě řady byly vysílané na TV Show a současné díly jsou vysílané na TV Star. Seriál byl natáčen a vysílán od roku 2011 do roku 2014. Celkem má 4 řady, které popisují život osmanského sultána Sulejmana I. a jeho harém. Seriál je plný intrik, lásky, války a touhy po moci. Jak je zmíněno na začátku každé epizody, „události a postavy v tomto seriálu byly inspirované historií,“ od známých historických faktů se však mohou více či méně lišit nebo jsou i zcela smyšlené. V roce 2015 byla uvedena poslední 4. řada na TV Barrandov.

## Délka
Seriál trvá 255 hodin 35 minut, má 4 řady a původně celkem 139 epizod s délkou 88–157 minut:
1. série – 24 epizod
2. série – 39 epizod
3. série – 40 epizod
4. série – 36 epizod

V Česku jsou epizody (kromě první) výrazně kratší a je jich celkem 311:
1. série – 47 epizod (Někdy chybně uváděno 126, což je součet epizod 1. a 2. série.)
2. série – 79 epizod
3. série – 92 epizod (Někdy chybně uváděno 110.)
4. série – 93 epizod

## Děj

### První řada

#### 1. epizoda
V roce 1520 se Sulejman, korunní princ z Manisy, dozvídá během lovu zprávy o smrti jeho otce a je přivolán do hlavního města říše, Istanbulu. Tam nastoupí na trůn a ujme se vlády jako desátý sultán Osmanské říše. Doprovází jej jeho přítel z dětství, sokolník Ibrahim. Mezitím do Istanbulu přijíždí loď s otroky, kde se nachází i krásná dívka z Krymu, Alexandra. Ta na sebe neustále upozorňovala svým rebelantským chováním a odporem k Osmanům a Tatarům, kteří ji unesli a zabili její rodinu.
Sulejman přijíždí do Istanbulu, kde jej už vítá jeho matka Ayşe Hafsa Sultan a mladší sestra Hatice Sultan. Ihned poté skládá Sulejman svůj slib jako nový sultán říše a přicházejí se mu poklonit nejvyšší hodnostáři říše.
Alexandra a ostatní otrokyně jsou prodány do paláce Topkapi a jsou vyšetřeny harémovými lékařkami. Alexandra byla poslána mezi konkubíny do sultánova harému. Její hlasitý odpor k tomuto postavení ji přivede před Valide Sultan (matka sultána, což byla Ayşe Hafsa), která jí vysvětlí, že od nynějška je majetkem sultána a každé špatné chování bude potrestáno. Alexandra však není ochotná dbát na varování a vykřikuje, že není ničím majetkem. Její rebelantské chování tak nadále pokračuje.
Sulejman jmenuje Ibrahima strážcem komnat a ostatní pašové na něj začínají žárlit.
Nigar Kalfa, harémová vychovatelka, se začne zajímat o Alexandru a řekne jí, že pokud chce v paláci přežít a mít se dobře, musí poslouchat a přijímat nařízení, protože když bude vybrána na halvet (strávení noci se sultánem) a uspěje, může řídit svět jako sultánova žena. Alexandra to pochopí a při nejbližší příležitosti chytře získá Sulejmanovu pozornost, z čehož byli harémoví sloužící zděšeni a následně ji za její opovážlivost potrestají.
Jedno z prvních sultánových rozhodnutí byla poprava člena nejvyšší rady velkoadmirála Cafera Agy, kvůli jeho četným prohřeškům (zejm kruté vládě nad egyptskými uprchlíky). Když se o tom doslechla Valide Sultan, rozhodla se pro syna připravit večerní oslavu. Oslovila tedy Sümbüla Agu, hlavního eunucha v harému, aby pro něj vybral ty nejkrásnější konkubíny. Ibrahim mu pomáhal s výběrem a Alexandra ho velmi zajímala, neboť si již dříve povšiml, že sultána hned napoprvé velmi zaujala Ona a její jediná kamarádka Maria s několika dalšími ženami byly tedy vybrány, aby večer sultánovi zatančily. Alexandra sváděla Sulejmana svým tancem a ten jí pak hodil fialový šátek (sloužil jako pozvánka na halvet – noc se sultánem). Všechny konkubíny na Alexandru kvůli šátku žárlily.
Mahidevran Sultan, matka prozatím jediného sultánova syna Mustafy (v té době měl 5 let), přijíždí do paláce Topkapi po dlouhé cestě z Manisy. Byla velmi smutná, když se doslechla o oslavě a ještě více ji znepokojilo, když se dozvěděla o tom, že si sultán Alexandru vybral na halvet, Alexandra sebevědomě prohlašuje, že nestráví se sultánem jen jednu noc, což znepokojí i Valide a rozhodne se jí vyšachovat. I když se Alexandra přichystala na večerní návštěvu a prošla Zlatou chodbou, před sultánovou komnatou zjistí, že ji Mahidevran předběhla.

#### Další epizody
Sultán tedy strávil noc s jinou ženou, než původně chtěl, ale poslal ji pryč z komnaty velmi brzy. Poté si zavolal Ibrahima a pokáral jej, že správně nehlídal dveře jeho komnaty.
Alexandra se velmi rozzuřená vrátila do harému, kde se jí ostatní konkubíny vysmívaly a strhly se kvůli tomu hádky. Příštího rána Nigar Kalfa posílá konkubíny uklidit části harému, které během hádek rozházely. Zatímco drhnou podlahu, Sulejman prochází kolem a znovu se zadívá na Alexandru. Alexandra byla velmi smutná, že se sultánem noc strávit nemohla a myslela si, že o ni již ztratil zájem. Za chvíli jí však Nigar oznamuje, že se má opět přichystat, že je znovu vybrána na halvet. Sulejman navštíví svou matku a oznamuje jí, že si nepřeje, aby zasahovala do jeho osobního života. Správně totiž vytušil, že Mahidevran k němu poslala právě ona.
Alexandra se připravuje, Nigar jí dává tipy a rady, jak se má při halvetu chovat. Vysvětluje jí, že noc mezi čtvrtkem a pátkem je posvátná a pokud konkubína v takovou noc otěhotní, její dítě je poté požehnáno. Alexandru to však rozesmutnilo, protože byla středa.
I když je Alexandra nervózní, sultán se do ní ihned zamiloval a ona do něj také. Sultán byl fascinován její krásnou a tak u něj strávila i čtvrteční večer. Mahidevran je pobouřená, když zjišťuje, že nemůže k sultánovi, protože to ona byla ta, která se sultánem trávila posvátné noci. Sultán přejmenoval Alexandru na Hürrem. Hürrem znamená blaho. Svým novým jménem se poté chlubila celému harému. V roce 1521 Hürrem porodí svého nejstaršího syna, prince Mehmeda. Mezitím se sultán zúčastnil své první války. Mahidevran je velmi smutná a utápí se v depresích, jelikož její post jako jediné matky prince, právě ztratila. V roce 1522 Hürrem porodila svou jedinou dceru, princeznu Mihrimah Sultan. Z toho byla ale velmi smutná, protože si přála porodit dalšího následníka trůnu. Myslela si, že Sulejmanovi se to také nebude líbit. Valide Sultan se ji snažila uklidnit. Mahidevran byla nyní šťastná, protože kdyby Hürrem porodila prince, měla by vyšší postavení než ona. V roce 1523 se konaly zásnuby sultánovy sestry Hatice a jeho sokolníka Ibrahima. Dosavadní velkovezí Piri Mehmed Paša se svého postu vzdal a sultán jej předal právě Ibrahimovi. Mahidevran si myslí, že je těhotná, ale vyšlo najevo, že není. Místo toho byla opět těhotná Hürrem. V roce 1524 se svatba Hatice a Ibrahima uskutečňuje. Hürrem porodila budoucího sultána Selima II. Ibrahim si najímá malíře, aby vyzdobil jeho palác. Později vyšlo najevo, že malíř je Hürremin snoubenec, kterého měla na Ukrajině, než ji odsud násilím odvlekli.

### Druhá řada
V roce 1525 je zavražděna konkubína Sadıka, která se snažila zabít sultána za to, že jí ve válce zabil novomanžela. Do moře ji hodil Matrakçı Nasuh, který pro ni choval city. Hürrem porodí třetího syna Bayezida. V roce 1526 je na moři unesena a prodána tureckým pirátům španělská princezna Isabella Fortuna a její služebná. Ti ji poté prodali sultánu Sulejmanovi. Sulejman se rozhodl využít ji při vyjednávání s Evropany. Isabella se několikrát snaží o útěk, ale zatím se jí to nikdy nepodařilo. Hürrem, která se o princezně doslechne, začne velmi žárlit a později hrozí, že se Isabella stane součástí harému. Nicméně Hürrem pomáhají její věrní služebníci – Gül Aga, Nigar Kalfa a Nilüfer Hatun. Ti se ji snažili poslat do Vídně zpět za rodinou.
Hatice Sultan, která se nedávno provdala za Ibrahima, porodí své první dítě, chlapečka Mehmeda. Zanedlouho ho ale nechtěně zabije, když při kojení v noci usne a chlapec se udusí. V roce 1529 znovu otěhotní a čeká dvojčata.
Sulejman osvobozuje Hürrem z otroctví, aby mohla konat dobré věci a věnovat se charitě (otroci podle islámských zákonů činit dobro nemohli). V noci, když odcházela do svého pokoje, Sulejmanovi řekla, že s ním nemůže strávit noc, protože je již svobodná žena a podle zákonů své víry se musí nejdříve provdat, aby mohla strávit noc s mužem.
V roce 1530 sultán Sulejman porušil osmanské tradice a konečně se rozhodl oženit s Hürrem. Valide Sultan a ostatní členové rodiny s tímto manželstvím nesouhlasili. Mahidevran trvala na tom, že když už jí byla upřena sultánova láska, chtěla by alespoň prožít život jako svobodná žena. Sulejman však její přání odmítl splnit.
Hürrem Sultan, která se neustále s Ibrahimem dohaduje, změní na chvíli názor, když vidí smutek Hatice po ztrátě dítěte. Ibrahim však je během sultánova svatebního ceremoniálu postřelen otráveným šípem (na příkaz Hürrem, který nestihla odvolat). Útočník ale nakonec nebyl služebníkem Hürrem, ale Behrama Paši.
V roce 1532 porodí Hürrem své nejmladší dítě, prince Cihangira.
Ibrahim začíná být vážně nemocný a tak jej Nigar Kalfa, Matrakçı Nasuh a Sümbül Aga berou do horkých pramenů, aby jej vyléčili.
Nigar se později za Matrakçıho provdá na příkaz Valide Sultan. Se svou svatbou není vůbec spokojená, protože v té době je zamilovaná do Ibrahima, který je ale manželem Hatice Sultan. Během první noci v jejím novém domě se nečekaně objevil Ibrahim, který s Matrakçım udělal dohodu. Matrakçı se s ní rozvádí a Ibrahim s ní začne milenecký poměr.
Zatímco je sultán na výpravě, Valide Sultan a Mahidevran se opět snaží Hürrem nějak zbavit.Valide umístí do harému špióna a předstírá, že Hürrem na chvíli přenechává vládu nad harémem. Během její „vlády“ vyprovokuje Valide vzpouru; jedna z konkubín ukradne palácové zlato a nechá upálit jednu nevinnou dívku. Konkubíny se velmi rozzuří a rozhodly se, že půjdu na oplátku zase spálit Hürrem, ale Daye Hatun (služebná Valide) ji zachrání. Po těchto aférách sultán svou matku nařkne, že již není schopná vládnout harému.
Nigar, která nakonec s Ibrahimem otěhotní, se snaží opustit palác, ale Hürrem ji během útěku unese a schová ji.
Hatice se konečně dozvídá, že jí byl Ibrahim nevěrný.
Hürrem zase vymyslí past na Mahidevran, ve které ublíží velmi ublíží Gülfem Hatun a stopy nastraží tak, aby byla obviněna Mahidevran.
Valide Sultan se dozvídá a Nigařině poměru s manželem její dcery Hatice a dostává mrtvici. Po několika dnech na její následky zemře a nikdo (kromě Hürrem) nadále o Nigařině těhotenství nic neví.
Po smrti Valide Sultan pověří sultán Hürrem, aby harému vládla.

### Třetí řada
V roce 1534, po předcházejících událostech, se všichni dozví o Ibrahimově cizoložství. Hatice, která nejdříve chtěla rozvod, se snaží manželství zachránit. Nigar porodí dítě, ale je jí řečeno, že její dítě při porodu zemřelo, zatímco jej Hatice Sultan poslala na místo, kde měla žít v utajení. Před Ibrahimem a Nigar tuto skutečnost tají. Po porodu je Nigar uvězněna a následně měla být popravena, ale Hürrem Sultan ji zachrání a vezme zpět do harému.
O pár let později konečně Hürrem najde holčičku jménem Kader a ihned to oznámí Ibrahimovi. Poté, co ji i on sám uvidí, začne společně s Hatice plánovat sňatek Nigar a Rüstema.
Mustafa se vrací ze služby ve válce zpět do Manisy a pokračuje zde jako guvernér.
Do paláce přichází dívka Firuze. Afife Hatun ji vybere sultánovi na halvet a zatají její identitu před Hürrem. Firuze mezitím slouží její dceři Mihrimah. V roce 1535 se konečně Hürrem dozví, kdo je ta žena, kterou si sultán neustále volá a pošle Rüstema, aby ji zabil. Ten však uvidí tetování na jejím krku, které nosí pouze členové perského rodu Safíovců. Upozorní na to Hürrem a ta o tom informuje sultána. Ten se rozhodne poslat ji pryč.
V roce 1536 vzrůstá díky Hürreminým intrikám sultánovo podezření, že jej Ibrahim zrazuje. Nakonec jej popraví poté, co jej pozve na večeři do hlavního paláce.
Hatice se po smrti manžela psychicky zhroutí a nařkne sultána, že je již pouze jejím vládcem, nikoliv však bratrem. Hatice se dohodne s Mahidevran, že Hürrem zabijí. Poslaly na ni jednu ze služebných Mahidevran, Dianu. Ta však ale přechází na stranu Hürrem a je jí velmi věrná.
Mezitím do hlavního města přijíždí Şah Sultan (další ze sultánových sester) na pozvání Hatice a společně s ní chce jít proti Hürrem. Hürrem se velmi rozzlobí a zbije Hatice za to, že ji nakazila nemocí a sultán jí opět odpouští.
V roce 1539 se Hürrem rozhodne provdat Mihrimah za Rüstem, aby tak vytvořili alianci proti Şah a Hatice.
V roce 1541 se Lütfi Paša (manžel Şah Sultan) stává po smrti Ayase Paši velkovezírem. Poté se věnuje především trestání prostitutek a cizoložníků. Şah Sultan se s ním později rozvádí, když ji uhodí za názor na tresty, které těmto lidem dával.
Po pár letech Mihrimah porodí dceru Ayşe Hümaşah. Poté, co nemohla sama kojit si najímá kojnou, která tajně slouží Şah a je jejím špehem.
Nigar se vrací do Istanbulu a připojí se na stranu Hatice a Şah, aby se pomstila Rüstemovi za rozvod kvůli sňatku s Mihrimah.
Pomáhají Nigar, aby se dostala do paláce Rüstema a Mihrimah a pověří ji, aby ho zabila, ale stále myslela na svou vlastní dceru. Když ji viděla, ukradla ji. Nakonec ji Rüstemovi vrátila a spáchala sebevraždu (skočila ze skály).
Mezitím se Mustafa setkává s rakouskými velvyslanci a tím začal konflikt mezi ním a sultánem Sulejmanem. Ten jej za trest nevezme na výpravu a musel odejít do provincie Amasya, odkud nemohl zpět do Manisy až do skončení války.
Hürrem obdrží falešný dopis, že je Selim velmi nemocný. Rozhodla se jet za ním do Konye, ale po cestě je přepadena. Celou dobu byl zdravý a Hürrem byla po cestě zajata a uvězněna v tajném paláci.
V roce 1543 se Hatice pohádá s bratrem a spáchá sebevraždu (otráví se). Než umře, řekne Sulejmanovi, že Hürrem zmizela díky ní a že je to odplata za Ibrahima. Umřela tak s domněnkou, že je Hürrem mrtvá.
Malkoçoğlu Balı Bey najde Aliho Agu (sluhu Hatice a toho, kdo se podílel na Hürremině únosu) a podle jeho instrukcí pak Hürrem najde.
Mihrimah zjišťuje, že její teta Şah poslala do paláce špeha. Vyhrožuje jí, že pokud neodejde z paláce a pryč z města a všechen majetek nevěnuje do charity Hürrem, řekne o špehovi svému otci.
Mezitím je Mehmed, syn Hürrem a Sulejmana, zavražděn svým nejbližším janičářem Ilyasem, který tajně sloužil Mahidevran. Nakazil jej pravými neštovicemi. Tyto zprávy velmi zasáhly sultána, který upadl do depresí.
Balı Bey úspěšně přivede Hürrem zpět do paláce (od této chvíle ji místo Meryem Uzerli hrála Vahiden Percin).

### Čtvrtá řada
Hürrem Sultan, která se vrátila do paláce, plánuje to, aby na trůn nastoupilo jeden z jejích synu. Mezitím je Rüstem Paša jmenován novým velkovezírem.
Po smrti prince Mehmeda jsou všichni princové svoláni do hlavního města, aby jednoho z nich sultán Sulejman vybral jako guvernéra Manisy. Nakonec zvolí na tento post Selima.
Do paláce jsou nakoupeny nové skupiny konkubín včetně Cecilie Baffo, dcery benátského prestižního šlechtice, která se snaží dostat do harému prince Selima, ale selže. Nakonec ji tam vybere Hürrem, které Cecilia projevuje svou oddanost, a přejmenuje ji na Nurbanu.
Fatma Sultan, jedna ze sester sultána Sulejmana, přijíždí do Istanbulu společně s dcerou Ibrahima a Hatice, Hurricihan. Mustafa se tajně oženil s dcerou kapitána Barbarose Mihrünnisou a Beyazid s Hurricihan si začnou být také velmi blízcí. Atmaca, věrný voják prince Mustafy, dostává příkaz zabít Mihrünnisu, ale nechá ji žít, protože mu oznámí, že s princem otěhotněla.
V hlavním městě Hürrem pokračuje s odposlechem divánu ve své tajné komnatě. Fatma Sultan tuto skutečnost odhalí a oznámí to Sulejmanovi a na nějakou dobu pak byl poslána mimo hlavní město.
Sulejman se rozhodne Mustafovi darovat kaftan jako symbol respektu. Hürrem tento kaftan nechala otrávit během doručování do Manisy.
Poté, co tento dárek Mustafa obdržel si myslel, že jej chtěl otec zabít a připravil se na výpravu do hlavního města. Po cestě jej chránili janičáři a tak se setkal se sultánem až v divánu v hlavním městě.
Poté, co se Sulejman dozvěděl o této záležitosti, velmi onemocněl. Během výpravy Sulejmana napadli atentátníci, ale byl Mustafou zachráněn. Ve stejnou dobu se Mustafa setkává s bratry Beyazidem a Cihangirem, kterým slibuje, že je nikdy kvůli trůnu nezabije. Ti s ním souhlasí a vyjádří mu podporu k získání trůnu po sultánově smrti.
Hürrem se dozví o názorech svých synů a rozhodne se podporovat Selima, který má o trůn reálný zájem. Mihrimah Sultan a Rüstem Paša nadále podporují Beyazida.
S pomocí Rüstema a Mihrimah posílá Hürrem falešný dopis perskému šáhovi Tahmáspovi. V dopise, o kterém neměl Mustafa ani tušení, žádali jeho jménem o podporu při ovládnutí říše a zabití Sulejmana.
Sulejman věří, že jej Mustafa skutečně zradil a rozhodne se syna popravit během tažení proti Persii. I když byl Mustafa varován, nevěřil, že by jej otec mohl zabít a přijal jeho pozvání na výpravu. Janičáři, kteří podporovali Mustafu jako potencionálního dědice napadli Sulejmana a žádali Rüstemovu hlavu.
Sulejman ušetří Rüstemův život, ale zbaví ho všech pozic a autority.
Cihangir, který hluboce miloval svého bratra, umírá na srdeční záchvat.
Smrtí většiny Sulejmanových synů začínají boje o trůn mezi Selimem a Beyazidem. Hürrem věří v Beyazidovu spravedlnost a podporuje jej, zatímco ostatní a sultán upřednostňují staršího Selima.
Beyazid se vydává do Manisy se stovkami janičářů, jelikož na něj opět poslal špehy. Než se začali prát, zastavila je jejich matka Hürrem.
Hürrem na svém těle objeví vředy a je jí diagnostikována nemoc, která se už nedá vyléčit. Když cítí, že se smrt blíží, rozhodne poprosit o odpuštění u Mahidevran. Sulejmana poprosila, jestli by mohla být pohřbena v nově postavené hrobce a za pár dní umírá.
Rok po její smrti, byli Beyazid a Selim opět spolu ve válce. Beyazid byl zraněn a utekl do Persie do paláce šáha Tahmáspa. Když se doslechl, že jej chce otec od šáha vykoupit a zabít, rozhodl se utéct. Byl ale chycen a uvězněn. Nakonec byl předán Selimovi, který nabídl více peněz a zabil jej i jeho syny.
Než je Selim zabil, podporovala je Mihrimah. Rüstem se přidal na stranu Selima a Mihrimah za pomocí Atmaci Rüstema zabili.
Gülfem Hatun vinila Sulejmana za zničení rodiny a snažila se jej zabít. Byla ale zabita jeho strážemi.
V následujících letech se Sulejmanovo zdraví zhoršilo. Rozhodl se jít naposledy do války, aby porazil nepřítele. Během bitvy u Szigetváru zemřel.
Mihrimah mezitím opustila palác.
Selim se stává novým sultánem Osmanské říše.

## Obsazení
| Halit Ergenç                                          | sultán Sulejman chán                 |
| Meryem Uzerli, Vahide Perçin                          | Hürrem Sultan                        |
| Nebahat Çehre                                         | Valide Sultan Ayşe Hafsa             |
| Nur Fettahoğlu                                        | Mahidevran Sultan                    |
| Selma Ergeç                                           | Hatice Sultan                        |
| Okan Yalabık                                          | Ibrahim Paşa                         |
| Yusuf Berkan Demirbağ, Tunç Oral, Mehmet Günsür       | princ Mustafa                        |
| Arda Aranat, Gürbey İleri                             | princ Mehmet                         |
| Ayda Acar, Melis Mutluç, Pelin Karahan                | Mihrimah Sultan                      |
| Ozan Güven                                            | Rüstem Paşa                          |
| Merve Boluğur                                         | Nurbanu Sultan                       |
| Yiğit Üst, Engin Öztürk                               | princ Selim                          |
| Özgür Ege Nalcı, Erhan Can Kartal, Aras Bulut İynemli | princ Bayezid                        |
| Aybars Kartal Özson, Tolga Sarıtaş                    | princ Cihangir                       |
| Deniz Çakır                                           | Şah Sultan                           |
| Meltem Cumbul                                         | Fatma Sultan                         |
| Burak Özçivit                                         | Malkoçoğlu Balı Bey                  |
| Selen Öztürk                                          | Gülfem Hatun                         |
| Berrak Tüzünataç                                      | Mihrünnisa Sultan                    |
| Mina Tuana Güneş, Helin Melike Çal, Burcu Özberk      | Huricihan Sultan                     |
| Yasemin Allen                                         | Defne Sultan                         |
| Filiz Ahmet                                           | Nigar Kalfa                          |
| Selim Bayraktar                                       | Sümbül Ağa                           |
| Engin Günaydın                                        | Gül Ağa                              |
| Ezgi Eyüboğlu                                         | Aybige Hatun                         |
| Tolga Tekin                                           | Hizir Reis Hayrettin Paşa (Barbaros) |
| Sarp Akkaya                                           | Atmaca                               |
| Serkan Altunorak                                      | Taşlıcalı Yahya Bey                  |
| Cansu Dere                                            | Firuze Hatun                         |
| Melisa Sözen                                          | Efsun Hatun                          |
| Yetkin Dikinciler                                     | Kara Ahmed Paşa                      |
| Pamir Pekin                                           | Elkas Mirza                          |
| Gürkan Uygun                                          | Mimar Sinan                          |
| Mehmet Özgür                                          | Lütfi Paşa                           |
| Tuncel Kurtiz                                         | Ebussuud Efendi                      |
| Macit Koper                                           | Lala Mustafa Paşa                    |
| Ecem Çalık                                            | Esmahan Sultan                       |
| Pınar Çağlar Gençtürk                                 | Beyhan Sultan                        |
| Fehmi Karaarslan                                      | Ayas Mehmed Paşa                     |
| Sema Keçik Karabel                                    | Daye Hatun                           |
| Fatih Al                                              | Matrakçı Nasuh Efendi                |
| Yüksel Ünal                                           | Şeker Ağa                            |
| Arif Erkin Güzelbeyoğlu                               | Piri Mehmed Paşa                     |
| Nihan Büyükağaç                                       | Gülşah Hatun                         |
| Saadet İsil Aksoy                                     | Sadıka Hatun                         |
| Burcu Tuna                                            | Gülnihal Hatun                       |
| Seçkin Özdemir                                        | Leo                                  |
| Gökhan Çelebi, Kıvanç Kılınç                          | Ferhat Paşa                          |
| Yıldırım Fikret Urağ                                  | Sokollu Mehmed Paşa                  |
| Efe Mehmet Güneş, Emircan Çal                         | Osman                                |
| Hasan Küçükçetin                                      | İskender Çelebi                      |
| Gamze Dar                                             | Fidan Hatun                          |
| Melike İpek Yalova                                    | Isabella Fortuna                     |
| Almeda Abazi                                          | Nazenin Hatun                        |
| Müjde Uzman                                           | Armin Hatun                          |
| Gonca Sarıyıldız                                      | Fatma Hatun                          |
| Luran Ahmeti                                          | Hüsrev Paşa                          |
| Sabina Tozija                                         | Afife Hatun                          |
| Burcu Güner                                           | Fahriye Hatun                        |
| Saygın Soysal                                         | Mercan Ağa                           |
| İbrahim Raci Öksüz                                    | Süleyman Paşa                        |
| Cemre Ebuzziya                                        | Helena Hatun                         |
| Serenay Aktaş                                         | Ayşe Hatun                           |
| Elif Atakan, Tüba Büyüküstün                          | Rümeysa Hatun                        |
| Patrycja Widlak                                       | Cihan Hatun                          |
| İrem Helvacıoğlu                                      | Nurbahar Hatun                       |
| Reyhan Taşören                                        | Dilşah Hatun                         |
| Kaya Akkaya                                           | Lokman Ağa                           |
| Can Abdullahoğlu, Serhan Onat                         | princ Murad                          |
| Serdar Orçin                                          | Sinan Paşa                           |

## Zajímavosti
Na seriál navazuje jiný turecký seriál Kösem (v orig. Muhtesem Yüzyil: Kösem), který dějově začíná v roce 1603, tedy přibližně 37 let po skončení Velkolepého století (smrti sultána Suleymana), a jehož hlavním námětem je panování sultána Ahmeda I. a události v jeho harému.